# IEEE 802.17
Resilient Packet Ring (RPR), también conocido como IEEE 802.17, es un estándar diseñado para el transporte óptimo de datos en redes de anillo de fibra óptica. Está diseñada para proporcionar la resistencia encontrada en redes SONET/SDH (50 ms protección) pero, en lugar de establecer conexiones de circuitos orientados, proporciona una transmisión basada en paquetes, para incrementar la eficiencia de Ethernet y servicios IP.
RPR trabaja con el concepto de un doble anillo giratorio llamado rizo. Estos anillos se crean mediante la creación de estaciones RPR en los nodos donde se supone que el tráfico debe caer, por flujo (un flujo es la entrada y salida del tráfico de datos). RPR usa el protocolo de Control de Acceso al Medio (MAC) para dirigir el tráfico, que puede usar cada rizo del anillo. Los nodos negocian el ancho de banda entre sí usando un algoritmo de equidad, evitando la congestión y los tramos fallidos. Para evitar los tramos fallidos, se utiliza una de las dos técnicas conocidas como steering y wrapping. Bajo steering, si un nodo o tramo está roto, todos los nodos son notificados de un cambio en la topología y redirigen su tráfico. En wrapping, el tráfico es enviado de nuevo al último nodo antes de la rotura y se dirige hacia la estación de destino.
Todo el tráfico en el anillo está asignado como Class of Service (CoS) y el estándar especifica tres clases:
- Clase A (o alto) es un tipo puro de información comprometida (CIR) y está diseñada para soportar aplicaciones que requieren baja latencia y jitter, como voz y video.
- Clase B (o medio) es una mezcla de CIR y una tasa de exceso de información (EIR; la cual está sujeta a la equidad cola).
- Clase C (o baja) es la mejor en el esfuerzo de tráfico, utilizando todo el ancho de banda que esté disponible. Este es principalmente usado para soportar el tráfico de acceso a Internet.

Otro concepto dentro de RPR es el conocido como la reutilización espacial. Debido a que la señal RPR hace tiras la señal una vez que ha llegado al destino (a diferencia de un anillo SONET UPSR/SDH SNCP, en el que se consume el ancho de banda de alrededor de todo el anillo) se puede volver a utilizar el espacio liberado para transportar tráfico adicional.
El estándar RPR también soporta el uso de puentes de aprendizaje (IEEE 802.1D) para mejorar aún más la eficiencia en las aplicaciones punto a multipunto y etiquetado de VLAN (IEEE 802.1Q).
Un inconveniente de la primera versión de RPR era que no proporcionaba reutilización espacial para la transmisión de tramas a/desde direcciones MAC no presentes en la topología de anillo. Esto fue tratado por el IEEE 802.17b, que define una subcapa opcional espacialmente conscientes (SAS). Esto permite una reutilización espacial para la transmisión de tramas a/desde direcciones MAC no presentes en la topología de anillo.